# Gustav Ahlhorn
Gustav Theodor Johann Ludwig Ahlhorn (* 23. August 1886 in Oldenburg; † 11. Januar 1971 in Bad Sooden-Allendorf) war ein deutscher Jurist und Präsident des Volksbundes Deutsche Kriegsgräberfürsorge.

## Leben
Ahlhorn wurde als Sohn des Regierungspräsidenten des Fürstentums Birkenfeld, Georg Adolf Moritz Ahlhorn (1838–1917) und dessen Frau Luise (geb. von der Lippe), geboren. Er studierte nach dem Besuch des Gymnasiums in Birkenfeld und seinem 1905 abgelegten Abitur Rechtswissenschaften an den Universitäten in Lausanne, Jena, Berlin und Göttingen. 1905 wurde er Mitglied der Burschenschaft Germania Jena. Seine juristischen Examina absolvierte er 1909 und 1914. Er nahm von 1914 bis 1918 als Oberleutnant der Reserve am Ersten Weltkrieg teil, in dem er vor Verdun das Ritterkreuz des Königlichen Hausordens von Hohenzollern mit Schwertern erhielt. Nach dem Krieg war er Regierungsassessor im oldenburgischen Staatsdienst, dann in der Reichsverwaltung, bevor er Vorsteher des Finanzamtes in Delmenhorst wurde. 1921 wurde er erstes weltliches Mitglied des Evangelisch-lutherischen Oberkirchenrats in Oldenburg, wo er das Finanzreferat leitete. 1934 trat er aufgrund von Differenzen mit den Deutschen Christen von diesem Amt zurück. Von 1925 bis 1930 war er zudem als Abgeordneter der Deutschen Volkspartei und des Landesblocks Mitglied des Oldenburger Stadtrats. Am Zweiten Weltkrieg nahm er von 1939 bis 1944 als Offizier teil und war dann ab 1944 zunächst Hilfsarbeiter beim Landeskirchenamt Hannover, dessen Präsident er 1946 wurde. Von 1951 bis 1959 war er als einer der Nachfolger seines Bruders Wilhelm Präsident des Volksbundes Deutsche Kriegsgräberfürsorge.
Er erhielt unter anderem das Große Bundesverdienstkreuz und 1959 das Große Goldene Ehrenzeichen für Verdienste um die Republik Österreich.
Seine Brüder sind Walther Ahlhorn und Wilhelm Ahlhorn.